# بادجيت باول
بادجيت باول (بالإنجليزية: Padgett Powell)‏ (25 أبريل 1952، غينزفيل في الولايات المتحدة)؛ روائي أمريكي. درس في جامعة هيوستن.

## روابط خارجية
- بادجيت باول على موقع ميوزك برينز (الإنجليزية)